# Blood Omen: Legacy of Kain
Blood Omen: Legacy of Kain (с англ. — «Кровавое Знамение: Наследие Каина») — компьютерная игра в жанре action-adventure, разработанная канадской студией Silicon Knights и выпущенная компанией Crystal Dynamics для PlayStation в 1996 году. В 1997 году была выпущена версия игры для Windows, портированная компанией Semi Logic Entertainments; её изданием занимались совместно Crystal Dynamics и Activision. Это первая часть серии игр Legacy of Kain.
Главный герой игры, дворянин Каин, убитый разбойниками, возвращается к жизни в образе вампира. Он путешествует по стране Носгот поначалу с целью отомстить своим убийцам и избавиться от проклятия; позже на него возлагается задача восстановить Столпы Носгота — чудесное сооружение, от которого зависит мир и благополучие Носгота. Для этого вампир Каин должен найти и убить членов Круга Девяти, могущественных магов, которые должны были оберегать Столпы, но пренебрегли своим долгом.
Разработчики Silicon Knights задумывали Blood Omen как эпическую игру, в которую было бы интересно играть взрослым, — она должна была выделяться среди игр жанра особенно качественным сценарием и диалогами, приближенными к кинематографу. Критики высоко оценили сюжетную часть Blood Omen, хотя и критиковали долгие загрузки игры. После выхода игры между Silicon Knights и Crystal Dynamics развернулся конфликт за права интеллектуальной собственности, дошедший до суда, — в конечном счёте эти права остались за издателем Crystal Dynamics, и следующие игры серии Legacy of Kain разрабатывали уже другие студии.

## Сюжет

### Введение
До правления Лорда Каина Носгот был вовсе не приветливым миром для вампиров. Опорой этого мира служили Столпы Носгота, на которых поддерживалось Равновесие, дающее жизнь миру Носгота и всем населяющим его существам. Многие столетия Столпы горделиво возносились ввысь, оберегаемые от всей порчи и зла мистическим Кругом Девяти, группой волшебников, призванных высшими силами служить Столпам и Носготу. Каждый волшебник был связан со Столпом, Хранителем которого являлся, равно как и с другими Хранителями. Существовало девять Столпов, среди которых особо выделялся Столп Равновесия. Именно она связывала все Столпы между собой, образуя, таким образом, Великое Равновесие. Хранитель Равновесия являлся главным из Круга Девяти и нёс на себе бремя колоссальной ответственности — ответственности за весь мир. Когда число вампиров в Нозсготе выросло до такой степени, что стало представлять опасность для Круга, Хранители создали Сарафан, орден фанатичных людей-охотников на вампиров. Тренированные безоговорочно служить Кругу, сарафанцы были приведены ко многим победам паладином Малеком, Хранителем Столпа Конфликта и Стражем Круга. После смертоносных походов Ордена Сарафан практически все вампиры были истреблены. Бежать смогли лишь немногие. Среди них был Воридор, потомок древнейшего вампира Януса Одрина, также уничтоженного Сарафаном. С затаённой жаждой мести Воридор скрылся в чаще Термогентского леса, куда немногие люди отваживались войти. Цель Ордена была достигнута.
Когда Хранитель умирал, рождался новый маг, чтобы занять его место. Но редки были случаи, когда Хранителя убивали намеренно. Однако такое произошло. Круг позабыл о вампирской угрозе. Движимый жаждой мести за падших собратьев, Воридор вышел из тени и нанёс свой удар. Тайно пробравшись в святилище Круга, он убил шестерых из девяти Хранитилей. Не успевший вовремя прийти на помощь Малек также пал от руки вампира. Кровавое отмщение свершилось, и Воридор вновь скрылся в своём убежище. За свой провал Малек был лишён своего физического тела, а дух его был навеки заточен в доспехи. Он был обречён на вечные страдания, так как должен был продолжать служить Кругу в своей новой форме. Вскоре были рождены новые шесть Хранителей, которые заняли место падших.
Через некоторое время после нападения Воридора произошло событие, которое определило дальнейшую тёмную историю Носгота: неизвестный убил Ариэль, Хранителя Равновесия. Круг был потрясён происшедшим, в особенности возлюбленный Ариэль, Хранитель Разума Нупраптор. В своей скорби, терзаемый сомнениями о предательстве, Нупраптор впал в безумие, которое сразу передалось остальным членам Круга, связанным, как симбиоты. Под влиянием безумия своих Хранителей, Столпы начали покрываться трещинами и разрушаться. Равновесие было нарушено, мир Носгота стал медленно клониться к смерти. Обезумевший Круг, призванный защищать Столпы, но вместо этого ставший причиной их распада, стал называться «Разрушителями надежды». Волшебники расселились по Носготу и начали восторженно наблюдать за крахом мира. Лишь один Хранитель избежал безумия — Ариэль, чей дух был вынужден метаться без покоя между Столпами до тех пор, пока Равновесие в Носготе не будет восстановлено.

### Месть
В этом умирающем мире был рождён Каин, аристократ, ничего ещё не подозревающей о своей судьбе. Когда Каин был молод, он отправился в путешествие по Носготу. Вскоре он был убит бандой разбойников возле деревушки Зигстурх. Перед смертью Каин возжелал лишь одного — возможности отомстить своим убийцам. Каин очнулся в преисподней, всё ещё горя желанием мести. И эту возможность ему предоставил могущественный некромант Мортаниус. Он предложил Каину новую жизнь и шанс отомстить. Не зная о том, что за новая жизнь его ожидает, Каин слепо согласился принять предложение некроманта. Очнувшись в своём склепе, Каин познал ужасы своего нового существования — существования вампира. Некромант наделил его необычайными физическими способностями, но вместе с этим пришли боязнь света и воды и жажда крови.
Несмотря на своё новое существование, Каин желал всё того же. Найдя своих убийц, он наконец утолил свою жажду мести, когда мёртвые их тела пали к его ногам. Но через несколько минут к Каину пришло осознание того, кем он стал. Теперь, когда он выполнил свою миссию, он желал расстаться с жизнью и своим вампирским существованием. Но некромант не хотел выпускать своего подопечного и приказал ему направляться к Столпам. В смятении вампир двинулся туда, надеясь обрести исцеление. У Колонн он встретил призрак Ариэль, Хранительницы Равновесия, которая рассказала ему о причине заражения Колонн. Чтобы восстановить их, все члены Круга должны были быть уничтожены, после чего появятся на свет новые Хранители, и мир вновь оживёт. Ариэль пообещала, что если Каин выполнит эту задачу, она исцелит его от вампирского проклятия.
Так начался поход Каина против Круга Девяти. Первой жертвой он избрал Нупраптора, причину заражения Круга безумием. Настигнув Хранителя Разума в его логове, Каин отрубил ему голову и принёс её в дар Колонне Мысли. Так Колонна Мысли была восстановлена. Каин понимал, что Круг падёт только после смерти своего стража, проклятого за провал в спасении Хранителей от Воридора — Малека, Хранителя Конфликта. Малек оказывается слишком силен для молодого вампира, поэтому Каин сбегает. Далее по совету Ариэль он отправляется к Оракулу, который рассказывает Каину про могущественного вампира по имени Воридор, некогда победившего Малека. Также Оракул поведал Каину о происхождении ордена Сарафан.
В чаще Термогентского леса Каин обнаружил особняк Воридора, логово вампира. Внутри он стал свидетелем жестокости победителя Малека. Встретившись с древним вампиром, Каин получил у него урок. Воридор считал вампиризм не проклятием, а даром. Он презирал и ненавидел людей и убивал их просто ради удовольствия. Хотя Каин был с этим несогласен, Воридор дал ему своё кольцо и мудрое напутствие: не вмешиваться в дела людей. Так Каин обрёл нового союзника.
После встречи с Воридором Каин отправился на поиски Малека. Вскоре он обнаружил Малека и ещё двух Хранителей — ДеДжоуль, Хранительницу Энергии и друида Бэйна, Хранителя Природы. Появившийся Воридор вступил в схватку со своим давним врагом Малеком и окончательно уничтожил его, в то время как Каин убил ДеДжоуль и Бэйна. Ещё три Столпа были восстановлены. Далее в городе Авернус Каин находит мистический меч Похититель Душ и временное устройство, а также уничтожает Хранительницу Измерений Азимут, засевшую в соборе.
В своём походе Каин не послушал совета Воридора. Узнав, что на Носгот надвигается огромная армия с севера под предводительством Немезиса, ранее известного как Вильям Справедливый, он решил воспользоваться временным устройством и отправиться в прошлое с целью убить Вильяма до того, как тот станет Немезисом и соберёт такие колоссальные силы. Ему это удаётся, и он возвращается во время, откуда пришёл, и застаёт страшную картину: оракула, который на самом деле был хитрым Хранителем Времени Мебиусом, отсекающего голову Воридора на глазах орущей толпы людей. В один миг Каин понимает, как Мебиус использовал его: люди были разъярены убийством Вильяма Справедливого, в то время всеми любимого короля, и это позволило Мебиусу объявить геноцид против вампиров. И теперь Каин остался последним из своей расы. До сих пор он убивал только чтобы выжить, теперь же он понял, что Воридор был прав. Уничтожая охотников за вампирами, Каин добрался до Хранителя Времени и обезглавил его так же, как тот обезглавил Воридора.
Каин слышит призыв некроманта возвращаться к Столпам и направляется туда. Там он становится свидетелем дуэли Мортаниуса, Хранителя Смерти, и Анакрота, Хранителя Состояний. Мортаниус сознаётся, что это он убил Ариэль под воздействием вселившегося в него демона Хаш’Ак’Гика, а затем использовал Каина, чтобы исправить содеянное. Анакрот погибает в дуэли, а затем Каин убивает Мортаниуса, как тому этого и хотелось, и уничтожает вселившегося в него демона.

### Решение
Все Столпы восстановлены, кроме одной — Равновесия. Ариэль раскрывает Каину все карты: он — Хранитель Равновесия и был тоже заражен безумием. Теперь он стоит перед тяжёлым выбором — убить себя и восстановить Равновесие или сесть на трон умирающего мира.

## Персонажи

### Каин
Дворянин Каин был убит разбойниками и восстал из мертвых как вампир. На него была возложена миссия Стража Равновесия: восстановить равновесие в Носготе посредством убийства развращенных членов Круга, пренебрегающих своим долгом поддержания Колонн Носгота. Поняв в итоге, что им манипулировали, Каин сам разрушил Столпы и постепенно превратил Носгот в страну тьмы, став её правителем.

### Анакрот
Анакрот Алхимик (англ. Anarcrothe the Alchemist) — хранитель Столпа Состояний. Бежал от Каина и Ворадора из Темного Эдема, но был убит Мортаниусом у Колонн в конце игры.

### Ариэль
Ариэль (англ. Ariel) — хранительница Столпа Равновесия, бывшая глава Круга Девяти. К началу событий Blood Omen Ариэль давно мертва и появляется в виде призрака, прикованного к Столпам и помогающего героям советами.

### Азимут
Азимут (англ. Azimuth the Planer) — хранительница Столпа Измерений, матриарх Авернуса, то есть правитель этого теократического города-государства. Умела открывать врата в другие измерения и строить порталы для телепортации. Когда Азимут обезумела в ходе развращения Круга Девяти, она пустила в Авернус множество демонов из других измерений, превратив город в горящие руины, наполненные кровожадными тварями. Каин убил её в ходе битвы в Соборе Авернуса, вернув к Колонне её третий глаз (символ, который Азимут носила на лбу).

### Бэйн
Бэйн Друид (англ. Bane the Druid) — хранитель Столпа Природы. Вместе с Деджоуль и Анакротом он создал Темный Эдем, окружив его чудовищами — причудливо искаженными животными и растениями. В битве с Каином он попытался одержать верх, обращая землю под ногами вампира в смертельную для того воду, но Каин убил друида и вернул к Колонне олений череп, что Бэйн носил на голове.

### ДеДжоуль
ДеДжоуль (англ. DeJoule the Energist) — хранительница Столпа Энергии. Вместе с Бэйном и Анакротом создала Темный Эдем. Её собственное тело излучало столь мощный поток энергии, что де Джоуль была вынуждена носить специальный защитный плащ, чтобы не навредить своим товарищам. Убив её в Темном Эдеме, Каин вернул этот плащ к Колонне.
Имя де Джоуль происходит от названия единицы измерения энергии в системе СИ, джоуля (англ. joule). Среди русскоязычных поклонников игры имеют хождение варианты «ДеЖуль» и «ДеЖюль».

### Малек
Малек Паладин (англ. Malek the Paladin) — хранитель Столпа Конфликта, паладин и глава ордена Серафимов, сильнейший рыцарь Носгота. Он не смог защитить Круг Девяти от вампира Ворадора, за что его покарал Мортаниус. Мортаниус силой своих чар лишил Малека плоти и поселил душу паладина в его доспехи, превратив Малека в бессмертного и покорного слугу Круга. Каин трижды сталкивался с Малеком: в первый раз в убежище Нупраптора Малек бежал, предоставив Каина Нупраптору, во второй раз, в горной сарафанской твердыне, не сумевший одолеть Малека Каин был вынужден отступить. В итоге Малека смог окончательно одолеть лишь Ворадор в их поединке в Тёмном Эдеме. Каин вернул сарафанский шлем Малека к Колонне.
Малек был единственным из семи сарафанских инквизиторов, кого Каин при создании своей империи не вернул к жизни в качестве вампира (что вполне понятно, так как его физическое тело было полностью уничтожено).

### Мёбиус
Мёбиус — Хранитель времени (англ. Moebius the Timestreamer) — хранитель Столпа Времени, он же «Оракул Носгота». Провидческие способности, которыми он прославился, были обусловлены его умением путешествовать во времени и наблюдать различные временные эпохи. Мёбиус — единственный, кроме Каина, персонаж, появляющийся во всех играх серии (хотя в Blood Omen 2 фигурирует только его статуя). Это очень хитрый и честолюбивый манипулятор, являющийся своего рода злым гением Каина и Разиэля; зная прошлое и будущее, он подталкивает своих врагов к совершению тех или иных поступков себе на выгоду. Мёбиус является слугой Старшего Бога (как и сам Разиэль), но действует на свой лад. Целью Мёбиуса по отношению к Разиэлю является слияние того с мечом Пожирателем Душ, однако Разиэлю в Soul Reaver 2 удаётся избежать этой участи, изменив историю.
Именно Мёбиус стоял за превращением Уильяма Праведного в Немезиду, а потом, когда Каин изменил историю, убийством Уильяма, вычеркнув из неё Немезиду и его империю, Мёбиус становится главой охотников на вампиров, которые ловят и казнят Ворадора. Жизненный путь Мёбиуса оканчивается в лагере охотников за вампирами близ Штальберга, где Каин отрубает ему голову, принеся к Колонне песочные часы хранителя времени, однако на этом роль Мёбиуса в жизни вампиров не заканчивается, поскольку прошлое этого путешественника во времени является их будущим.
Имя Мёбиус восходит к фамилии немецкого математика Мёбиуса и придуманной им ленте Мёбиуса. Она, как и постоянно используемый Хранителем времени знак ∞, ассоциируются с математической и философской категорией бесконечности.

### Мортаниус
Мортаниус — Некромант (англ. Mortanius the Necromancer) — глава Круга Девяти, хранитель Столпа Смерти и, наряду с Мёбиусом, основатель Ордена Сарафан.
Мортаниус был одним из первых, кого Столпы выбрали в качестве хранителя после того, как вампиры были прокляты. При помощи полученного от колонн дара, некромант мог повелевать вещами, связанными с телами и душами: именно он воскресил Каина в виде вампира и проклял Малека, заключив его душу в доспех.
Как ни странно, но самый могущественный и преданный хранитель привел Столпы к порче, так как именно его тело было выбрано демоном Хаш’ак’Гиком для переселения своей темной сущности. Одержимый Неназываемым, некромант убил хранительницу Равновесия Ариэль и положил начало безумию, охватившему Круг. Однако, сила Колонн, все же, помогала Мортаниусу временами ненадолго подавлять сущность демона. Что некромант и использовал, чтобы хоть как-то восстановить Столпы. Главным его решением было уничтожение обезумевших членов Круга (включая себя самого, так как нельзя было позволять Хаш’ак’Гику пользоваться такой силой) и вернув вампиров в качестве новых хранителей, что он и сделал, убив будущего хранителя Равновесия — дворянина Каина и превратив его в вампира, используя сердце Тьмы.
Некромант также являлся основателем ордена Сарафан и главным его идеологом. В те времена Мортаниус ненавидел вампиров, считая их проклятием для расы людей, чумой, которую надо уничтожить или, хотя бы, сдерживать. Но, в отличие от Мёбиуса, со временем некромант резко изменил своё мнение, увидев, насколько слаб человеческий разум и насколько опасна угроза вторжения Хилден. Что и сказал Разиэлю перед последним боем с Каином.

### Нупраптор
Нупраптор — Волшебник (англ. Nupraptor the wizard) — Хранитель Столпа Разума, первый кто сошёл с ума из Круга Девяти после убийства его возлюбленной Ариэль. Из-за него поддались пороку все остальные Хранители Круга Девяти, тем самым Столпы были прокляты и по ним пошли трещины.
Нупраптор скрывался в своем логове над водопадом, около озера, Северо-западнее Колонн Носгота.
Был первым из Хранителей Круга, кого убил Каин, чтобы восстановить Столпы. Каин отрубил ему голову и преподнёс к Колонне Разума, восстановив её.

### Король Оттмар
Король Оттмар (англ. King Ottmar) — правитель королевства Виллендорф, во времена Blood Omen самого сильного и богатого государства в Носготе. Армия Виллендорфа осталась единственной силой в Носготе, способной противостоять безумным Легионам Немезиды, и потому получила название Армии Последней Надежды.
Оттмар по случаю дня рождения своей нежно любимой дочери объявил состязание среди игрушечных дел мастеров, которое выиграл Эльзевир-Кукольник со своей исключительно красивой куклой. Эльзевир в качестве приза попросил локон волос принцессы и пропал с ним, заключив душу дочери Оттмара в другую собственную куклу. Принцесса заснула беспробудным сном, а король Оттмар впал в отчаяние и оказался неспособным на какие-либо действия. Только убив Эльзевира-Кукольника и вернув принцессе душу, Каин сумел вернуть Оттмара к реальности. Король на радостях был готов уступить вампиру трон, однако Каин вместо этого попросил у Оттмара Армию Последней Надежды для битвы с Легионами Немезиды. Оттмар сам возглавлял рати рыцарей Виллендорфа и пал в бою, после чего битва была, по сути, проиграна. Когда Каин, отправившись в прошлое, убил Уильяма Праведного, прежняя история, включая саму битву и гибель в ней Оттмара, была «отменена», однако Оттмар и его королевство в Legacy of Kain больше не упоминались.

### Ворадор
Ворадор (англ. Vorador) — старый, мудрый и очень могущественный вампир, помогающий Каину и Разиэлю советами и посильной помощью. Фактически он является одним из немногих искренних союзников как Каина, так и Разиэля, хотя последний в Soul Reaver 2 и Defiance, навещая старого вампира в его усадьбе, не слишком-то доверяет Ворадору. Ворадор является первым обращенным вампиром в истории, то есть первым, кто не родился вампиром, а, превратился в вампира, от рождения будучи человеком). Поскольку все древние вампиры, кроме Яноса Одрона (который и обратил Ворадора), были уничтожены, а сам Янос после потери сердца впал в многовековую спячку, Ворадор остался старейшим и самым могущественным вампиром в Носготе.
За тысячелетия своего существования Ворадор освоил практически все мыслимые искусства и ремесла (получая новые знания из крови своих жертв), был непревзойденным воином и кузнецом; это он выковал меч Пожиратель Душ (англ. Soul Reaver). Как это заметил Каин при первой встрече с Ворадором, старый вампир отнюдь не считал свой вампиризм проклятием — скорее благословением, позволяющим получать от жизни неограниченные удовольствия. Ворадор поддерживал вокруг себя нечто вроде клана вампиров, в значительной степени состоящего из женщин-вампирш — «невест Ворадора». Когда Круг Девяти и орден Сарафан повели решительное наступление на вампиров и большая часть клана погибла, Ворадор напал на цитадель ордена и убил шестерых из девяти членов Круга. Малек, побежденный Ворадором, стал его личным врагом.
Позже Ворадор замкнулся в своей Усадьбе — огромном дворце, выстроенном посреди болот в Лесу Термогент и наполненном произведениями искусства, книгами и покорными жертвами, питающими Ворадора кровью. Он охотно предложил свою помощь Каину, позже явившись по зову подаренного им Каину кольца в Темный Эдем и в бою окончательно убив Малека Паладина. Тем не менее, последующая судьба Ворадора была печальна: когда Каин изменил историю, вместо противоборства людских армий невольно наполнив Носгот охотниками за вампирами, люди Мёбиуса изловили Ворадора и прилюдно отрубили ему голову на гильотине.
Во время становления Каином его империи (после Blood Omen) при создании армии вампиров он неведомым способом воскресил Ворадора. Спустя 200 лет после поражения армии вампиров в сражении с Лордом Сарафан в городе Меридиан, Ворадор возвращается в Blood Omen 2 как глава созданного им Кабала — группы вампиров, пытающихся сопротивляться власти Лорда Сарафана; среди вампиров Ворадор является своего рода патриархом, предком всех вампиров Меридиана (кроме Каина). Он очень заботится о своих последователях-вампирах, особенно Уме, и тяготится бессердечием Каина, даже в итоге объявив того «предателем» после смерти Умы. Ворадор прибывает в город Хильденов вместе с Яносом Одроном, но не участвует в битве с Лордом Сарафана; дальнейшая судьба его неизвестна.

### Уильям Справедливый
Уильям Справедливый (англ. William of a just) — Во время Blood Omen когда Каин пытался восстановить Столпы, Уильям уже был порочным и безжалостным Королём — Немезисом (англ. Nemesis). Огромная власть и наставления Мёбиуса сделали таким Уильяма, территория королевства которого увеличивалась с каждым часом.
После поражения и смерти Короля Отмара в сражении с воинами Немезиса, Каин с помощью найденного устройства времени переместился на 50 лет назад. Тогда он был ещё Уильямом Праведным, и Каин нашёл возможность отомстить и убил его, тем самым открыв вражду людей к вампирам. Уильям, так же как Каин, обладал Похитителем Душ, который был сломан в сражении с ним.

## Отзывы
| Сводный рейтинг    | Сводный рейтинг          |
| Агрегатор          | Оценка                   |
| ------------------ | ------------------------ |
| GameRankings       | 83,25 %                  |
| Иноязычные издания |                          |
| Издание            | Оценка                   |
| 1UP.com            | A (PS)                   |
| GameRevolution     | B+ (PC)                  |
| GameSpot           | 7,1/10 (PS) 7,6/10 (Win) |
| IGN                | 8,5/10 (PS)              |
| PC Gamer (US)      | 80/100                   |